# Ignazio Buttitta
Ignazio Buttitta (Bagheria, 19 settembre 1899 – Bagheria, 5 aprile 1997) è stato un poeta italiano.

## Biografia
Tra i poeti contemporanei che hanno scelto di esprimersi in siciliano, Buttitta è il più conosciuto, sia in Sicilia sia nel resto d'Italia. La sua opera traduce in versi un intero secolo di storia sociale, politica, intellettuale della Sicilia, esplicitamente impegnandosi e radicandosi nelle cause e nelle conseguenze del disagio economico delle classi subalterne. Buttitta ha vissuto in prima linea: le lotte contadine, le due guerre, l'antifascismo, la lotta contro la mafia e la classe politica post-bellica. Egli concepisce con chiarezza – e viveva con determinazione – la letteratura come visione che si fa ragione, coscienza dell'ascoltatore, del lettore; quindi, progetto da agire nella realtà.
Ignazio Buttitta nasce a Bagheria, provincia di Palermo, il 19 settembre 1899 da una famiglia di commercianti. Maschio di una coppia di gemelli, viene dato a balia e trascorre un'infanzia travagliata, di cui rimane eco nella sua poesia. Sin da ragazzo, conseguita la licenza elementare, lavora nella salumeria del padre. Nel 1917 è chiamato alle armi e con i ragazzi del 99 partecipa alla difesa del Piave.
Ritornato in Sicilia, frequenta Giuseppe Pipitone Federico, Luigi Natoli, Giuseppe Nicolosi Scandurra e numerosi altri poeti e intellettuali del tempo. Nel 1922 è tra i fondatori del circolo di cultura «Filippo Turati», che pubblica il foglio settimanale «La povera gente». Il Primo maggio del 1922, il Circolo promuove una grande manifestazione per ottenere la giornata lavorativa di otto ore. Il 15 ottobre dello stesso anno, vigilia della Marcia su Roma, Buttitta è a capo di una sommossa popolare contro l'irrigidimento del dazio comunale, che gli costa l'arresto insieme ad altri collaboratori del settimanale. Nel 1924, in occasione delle elezioni politiche, presenta la lista del Partito Socialista, ma aderisce immediatamente dopo al Partito Comunista, in cui milita fino a lungo. Nel 1923 esce la sua prima raccolta di versi dialettali: Sintimintali, e nel 1928 il poemetto Marabedda. Amico di Vincenzo De Simone, frequenta Alessio Di Giovanni, Filippo Fichera, Antonio Negri, Giuseppe Pedalino. Dal 1927 è condirettore, insieme a Giuseppe Ganci Battaglia e Vincenzo Guarnaccia, del mensile palermitano di letteratura dialettale «La trazzera», che viene soppresso nel 1929 dal Regime. Allargato il commercio paterno, conosce in treno la sua futura sposa Angela Isaja, una maestra elementare, da cui ha quattro figli. Fra di essi, Antonino Buttitta morto nel 2017, noto antropologo ed esponente di spicco del Partito Socialista Italiano, e Pietro, famoso giornalista e scrittore, morto nel 1994.
In questi anni, le sue poesie compaiono nel quindicinale isolano «Il Vespro Anarchico», che sotto la guida di Paolo Schicchi conduce una veemente campagna antifascista; poi, in fogli clandestini.
Nel 1943 decide di trasferirsi a Codogno, in Lombardia. L'invasione della Sicilia da parte degli Alleati gli impedisce di ritornare all'Isola per salvare quel che resta della sua attività commerciale. Costretto a rimanere in Lombardia, si impegna attivamente nella lotta partigiana nelle Brigate Matteotti, di ispirazione socialista, attraverso cui si riavvicina al PSI, e viene due volte arrestato. Dopo la Liberazione, può finalmente tornare in Sicilia. Qui trova i suoi magazzini e la sua casa saccheggiati. Decide quindi di tornare in Lombardia, dove lo attendono la moglie ed i figli. Esercita l'attività di rappresentante. In Lombardia, ha la possibilità di frequentare assiduamente Salvatore Quasimodo ed Elio Vittorini. Di Quasimodo è la traduzione della raccolta Lu pani si chiama pani, edita nel 1954. Solo a metà degli anni cinquanta, rientra definitivamente in Sicilia, stabilendosi nel suo paese natale. Affidata l'attività commerciale a terzi, può finalmente dedicarsi intensamente alla produzione poetica e portare la sua poesia fra la gente.
La poesia di Buttitta è fatta per essere recitata e cantata. Sono state numerosissime le sue recite in Sicilia e nel mondo. Nel 1956, in occasione del III Congresso Nazionale di Cultura Popolare, viene pubblicato il Lamentu pi la morti di Turiddu Carnivali, noto anche per l'interpretazione che ne ha dato il cantastorie Ciccio Busacca, e nel 1963 la raccolta Lu trenu di lu suli, contenente anche il poemetto La vera storia di Salvatore Giuliano. Nel 1963 comincia la sua collaborazione con la casa editrice Feltrinelli. Per i tipi dell'editrice milanese saranno date alle stampe le raccolte La peddi nova (1963), La paglia bruciata (1968), Io faccio il poeta (1972), Il poeta in piazza (1974), Pietre nere (1983). Nel 1982 compare il volume Prime e nuovissime, che raccoglie molti dei suoi primi componimenti. Buttitta si è dedicato anche al teatro. Ha realizzato insieme a Giorgio Strehler lo spettacolo Pupi e cantastorie di Sicilia, rappresentato a Milano nel 1956. Ha scritto Portella della Ginestra e Il Patriarca (1958). Successivamente ha rielaborato la «vastasata» in tre atti di autore ignoto Lu curtigghiu di li Raunisi (1975), e composto nel 1986 Colapesce.
Nel 1972 gli è stato assegnato il Premio Viareggio. Nel 1980 gli è stata conferita, presso la Facoltà di Magistero dell'Università di Palermo, la Laurea honoris causa in materie letterarie. Le poesie di Buttitta sono state tradotte in Francia, Spagna, Grecia, Romania, Cina, Russia.
In sua memoria, il figlio Antonino diede vita alla Fondazione "Ignazio Buttitta", tuttora attiva.

## Opere
- La paglia bruciata. Racconti in versi, Milano, Feltrinelli, 1968
- Io faccio il poeta, Milano, Feltrinelli, 1972
- Il poeta in piazza, Milano, Feltrinelli, 1974
- La peddi nova, Milano, Feltrinelli, 1977
- Prime e nuovissime, Gruppo Editoriale Forma, 1982
- Pietre nere, Milano, Feltrinelli, 1983
- La vera storia di Salvatore Giuliano, Palermo, Sellerio, 1997
- La mia vita vorrei scriverla cantando, Palermo, Sellerio, 1999
- Portella della Ginestra: dramma in quattro atti, Fondazione Ignazio Buttitta, Istituto Ernesto De Martino, 2010

## Galleria d'immagini

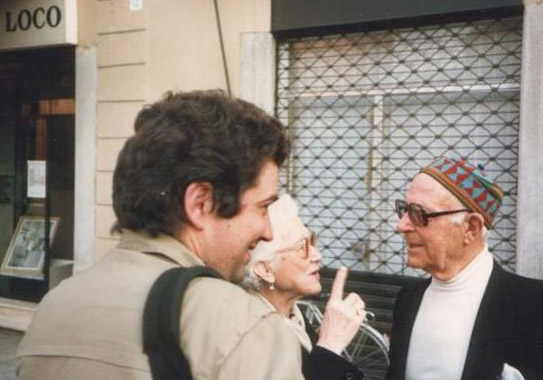
Buttitta, con il nipote Ignazio David, davanti alla Pro Loco di Codogno
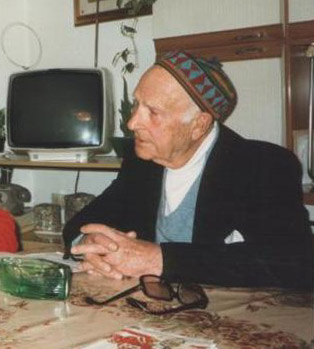
Buttitta senza i suoi immancabili occhiali scuri
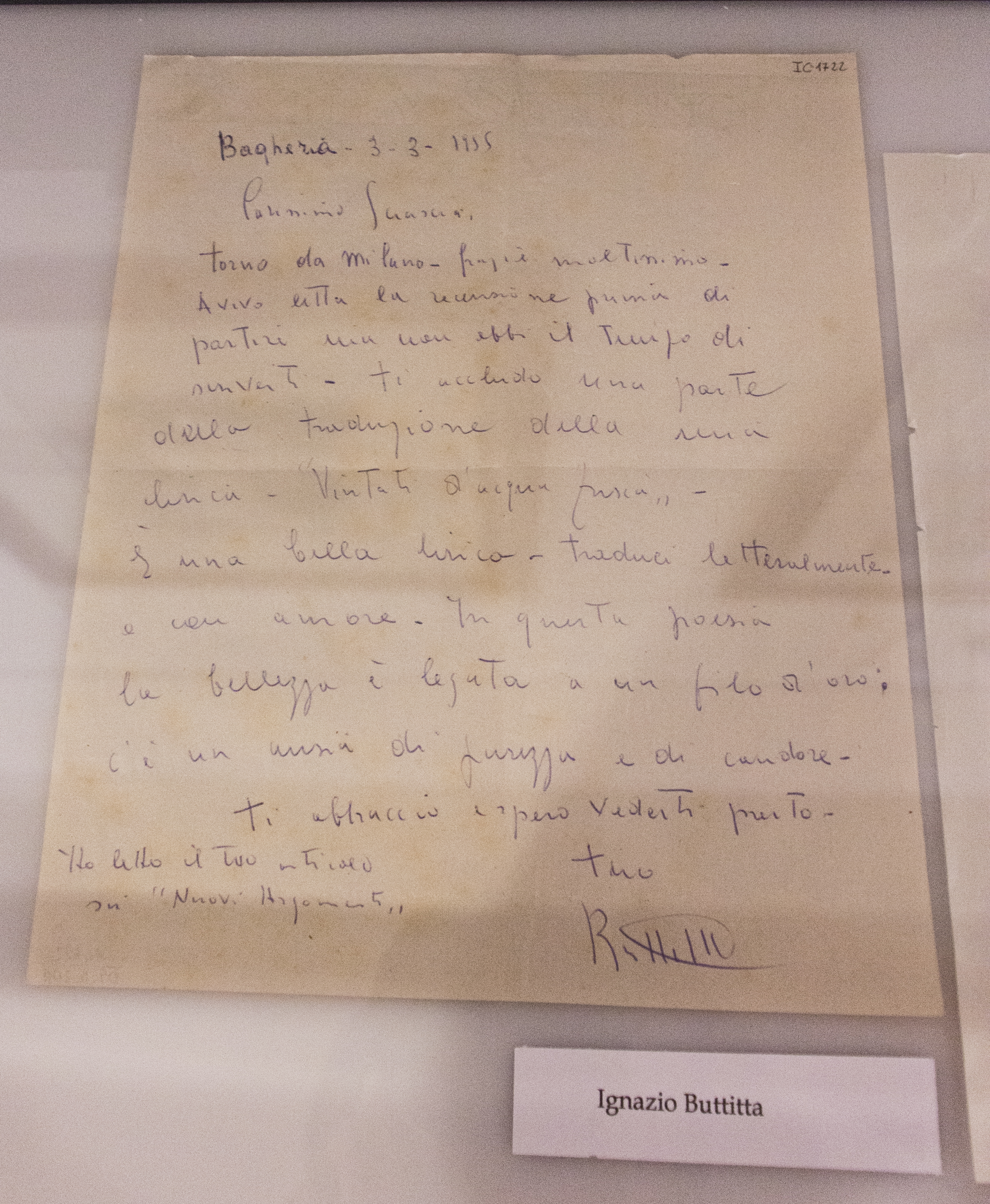
Lettera di Buttitta a Sciascia